# Camel

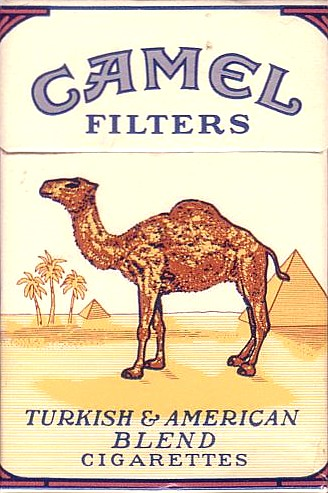
Camel

Camel este o marcă de țigări introdusă de compania americană R.J. Reynolds Tobacco în vara anului 1913. Majoritatea țigărilor Camel actuale conțin un amestec de tutun turcesc și tutun Virginia. La începutul anului 2008 amestecul a fost modificat, precum și designul pachetului.

## Istoric

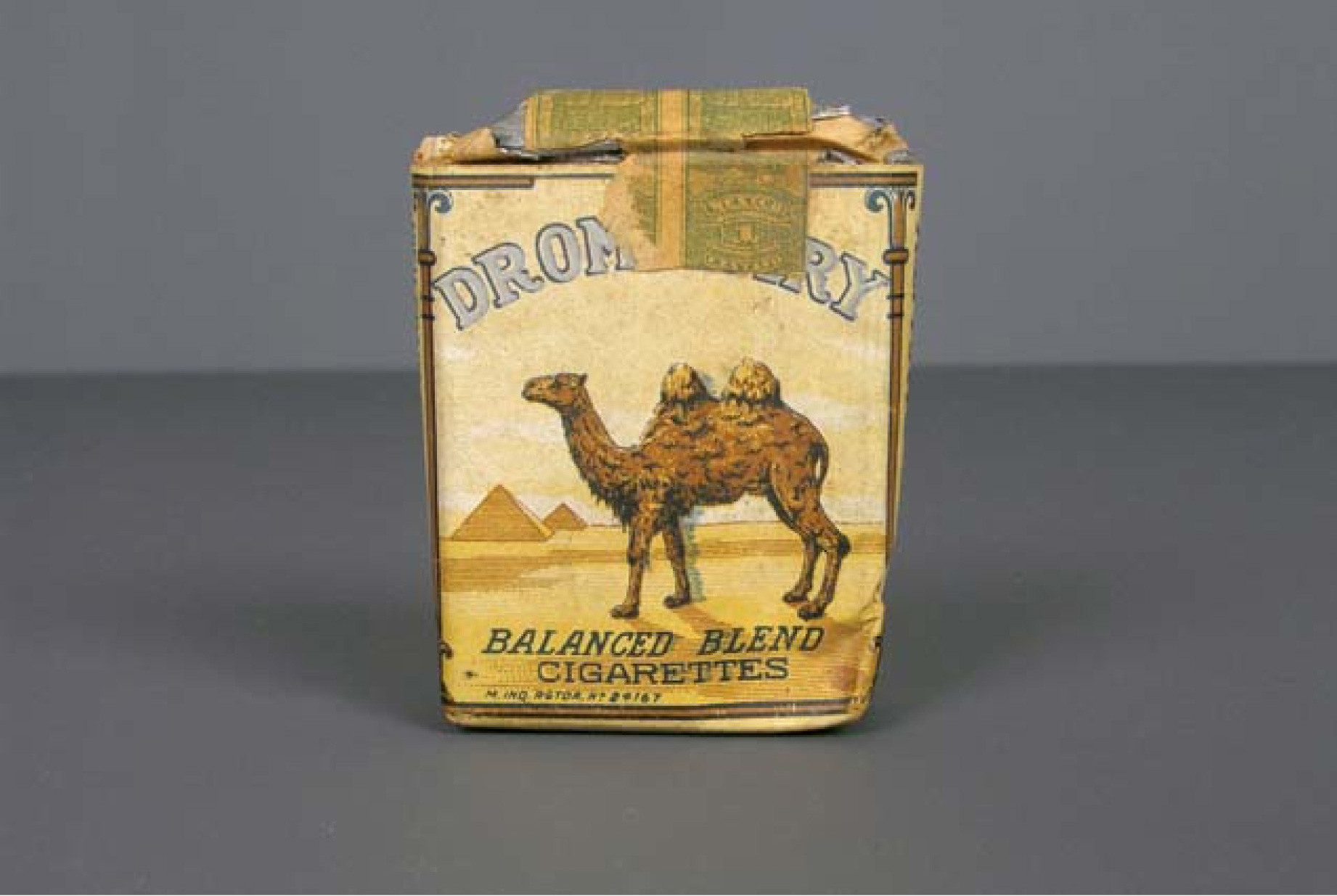
Un pachet de Camel din prima jumătate a secolului al XX-lea

În 1913, R.J. Reynolds a dezvoltat o inovație: țigările la pachet.  Majoritatea celor care fumau țigări preferau să își ruleze propriile țigări și se credea că nu există piață națională pentru țigările pre-ambalate. Reynolds a încercat să dezvolte o aromă pe care el o credea mai plăcută decât țigările anterioare, creând țigara Camel, numită astfel deoarece conținea hârtie turcească, imitație a țigărilor egiptene, foarte populare la vremea respectivă. Camel a devansat la preț țigările vremii și, într-un an, au fost vândute 425 milioane de pachete de Camel. 
Țigările Camel inițial conțineau un amestec ce avea un gust mai blând decât alte mărci care, la vremea respectivă, erau considerate mult mai aspre. Au fost intens promovate înainte de lansare cu o campanie de reclame atente care conțineau sloganul "the Camels are coming" (derivat din melodia din folclorul scoțian "The Campbells Are Coming"). O altă strategie de promovare a fost folosirea unei cămile de circ, Old Joe, care mergea prin oraș și era folosită pentru a distribui țigări gratuite. Sloganul companiei, folosit timp de câteva decenii, a fost "I'd walk a mile for a Camel!" ("Aș merge o milă pentru un Camel!").
Cel mai celebru stil istoric de țigări Camel este varietatea fără filtru în pachet necartonat (cunoscută în general ca și Camel Straight sau Camel Regular). Acesta a fost primul tip de țigări Camel care a fost lansat. Țigările Camel fără filtru au atins apogeul popularității prin personalități precum crainicul de știri Edward R. Murrow, care fuma până la patru pachete de Camel fără filtru pe zi, devenind astfel marca sa.
În 1987 RJR a creat personajul Joe Camel pentru a fi mascota mărcii. În 1991 American Medical Association a publicat un raport care exprima faptul că copiii de 5 și 6 ani îl recunoșteau pe Joe Camel mai ușor decât pe Mickey Mouse, Fred Flintstone, Bugs Bunny sau Barbie. Acest raport a determinat asociația sa sugereze companiei RJR să încheie campania cu Joe Camel. Compania a refuzat iar alte cereri au fost formulate în 1993 și 1994. În cele din urmă, pe 10 iulie 1997, campania cu Joe Camel a fost oprită.
În Europa, Camel este și o marcă de foițe pentru rulat țigări și de tutun pentru rulat. Acestea sunt foarte populare în Europa Nordică iar în fiecare an sunt introduse în alte țări din Europa Sudică și Estică.
În 2005 Camel a implementat noi schimbări ale varietăților cu tutun turcesc adăugând numele pe hârtia țigării precum și schimbând culoarea și designul filtrului. Tot în 2005 a fost introdusă varietatea Turkish Silver ca fiind versiunea ultra light a celor trei varietăți cu tutun turcesc. Turkish Royal este versiunea "full flavor" iar Turkish Gold este versiunea light. O versiune mentolată, Turkish Jade, a făcut și ea parte din varietățile cu tutun turcesc dar producția a fost oprită. După ardere textul de pe hârtia țigării încă este vizibil în scrum, lucru observat și la Camel fără filtru.
Winston-Salem, North Carolina, orașul în care a fost fondată compania R.J. Reynolds Tobacco, este poreclit "Camel City" datorită popularității mărcii.
Tutunul turcesc folosit în țigările Camel are un fum cu miros distinct comparativ cu alte țigări. Țigările Camel cu filtru vândute în afara Statelor Unite de JT International nu conțin tutun turcesc ci sunt produse în România folosind tutun local.